# Gura Vadului, Prahova
Gura Vadului (în trecut, și Vădeni) este satul de reședință al comunei cu același nume din județul Prahova, Muntenia, România.